# Canet (Aude)
Canet es una localidad  y comuna francesa, situada en el departamento del Aude en la región de Languedoc-Rosellón. 
A sus habitantes se les conoce por el gentilicio Canetois.

## Demografía
| 1029 | 1030 | 910 | 837 | 939 | 1072 |
| Para los censos de 1962 a 1999 la población legal corresponde a la población sin duplicidades (Fuente: INSEE [Consultar]) |      |     |     |     |      |

(Población sans doubles comptes según la metodología del INSEE).